# Akim
Akim fou un regne del centre-sud-est de la moderna Ghana, fundat pel poble akan dels akyems. Subsisteix com a regne tradicional.
Els Akyem són un poble akan. El terme Akyem (Akim o Aki) s'utilitza per descriure un grup de tres estats: Akyem Abuakwa, Akyem Kotoku i Akyem Bosome. Aquestes nacions es troben principalment en les regions orientals de l'actual Ghana. El terme també s'utilitza per descriure l'àrea general on viuen els grups ètnics del grup akyem. El grup ètnic akyem forma entre el 3 i el 9 per cent de la població de Ghana en funció de com es defineixi el grup i és molt important en tots els aspectes de la vida de Ghana. El Akyem són un poble matrilineal. La història d'aquest grup ètnic és la de valents guerrers que van aconseguir crear un estat sovint influent i relativament independent i pròsper dins de l'actual Ghana. Quan es parla de la història de Ghana, sovint es fa esment dels Sis Grans: eren sis individus que van tenir un gran paper en la independència de Ghana. Dels sis grans, les persones d'ascendència akyem constituïen la majoria.

## Història
Akyemansa són les tres àrees tradicionals dels akyems a la regió oriental de Ghana. Històricament, s'ha acreditat a través de la història oral que el poble akyem va ser un dels primers pobles akan a emigrar al sud del Sahel a la zona que es va convertir en l'estat de Bono. Aquesta zona és l'origen del poble akan modern. Un grup de persones que van sortir de l'estat akan de Bono, més tard va formar el regne Adansi a Adanse a la meitat del segle xiv. Els adansis eren coneguts per la seva capacitat per construir grans estructures en el seu regne; d'aquí el nom "adansi" (constructors).
A la primera meitat del segle xvii, l'àrea del que avui és Ghana estava dominat per tres estats: Denkyera, Adansi i Akwamu. Dintre de l'estat Adansi hi havia tres estacions militars en la porció occidental, Akyem Abuakwa, Akyem Kotoku i Akyem Bosome.
Adansi oriental com una entitat va perdre gran part de la seva identitat a causa de conflictes amb els estats veïns, sobretot Denkyira; gran part del país va ser absorbit en l'imperi Denkyira. Les restes, els estats akyems a occident eren massa forts com per ser posats sota control de Denkyira. Això va donar origen a la identitat i la notorietat dels estats akyem a la fi del segle xvii. Així, durant la segona meitat del segle xvii l'àrea que es va convertir en Ghana estava dominat per tres estats, Denkyera, Akim (Akyem) i Akwamu.
El emergent regne d'Aixanti va eclosionar sota el lideratge de Nana Osei Tutu, i durant el seu ascens, assimilat al que en un altre temps va fer poderós a Denkyira, es va convertir en el creixent imperi Aixanti del segle xviii. Les nacions akyems, en un intent de mantenir l'autonomia i no enfonsar-se com l'antiga potència, Denkyira, es van retirar a través del riu Pra per reforçar els seus llocs militars.
Nana Osei Tutu va optar per seguir als akyems a través del riu Pra per donar-los una lliçó i, en al mateix temps engrandir encara més l'imperi Aixanti i ampliar la seva influència sobre un altre dels seus antics subordinats. Els estats Aixanti, que ara incloïa l'antic imperi Denkyira, utilitzaven una metodologia que implicava aclaparar la nació contrària amb nombres absoluts i exigir que es rendissin. En travessar el riu amb el seu gran exèrcit, van ser emboscats pels akyems i va caure mort al riu, mentre que el seu gran exèrcit va ser derrotat. Això va ser un dijous i va donar a llum el gran jurament dels aixantis, "Meka Yawada" (juro per dijous). Els akyems que van dur a terme aquesta emboscada eren coneguts com a "abuakwanfo" o "abuakwafo" (guerrillers).
Després de la batalla els akyems es van traslladar al sud-est. Com a resultat d'aquest moviment, alguns dels akyems, especialment el kotokus, es van establir a la zona actual d'Ashanti-Akyem. La majoria dels akyems, però, va continuar la retirada cap al sud-est i es va instal·lar en diverses àrees al llarg del camí fins que van entrar en contacte amb Akwamu, un altre dels tres poderosos estats akan originals del segle xvii, que va tenir influències de modernització a Ghana.

### Segle XVIII, la guerra Akim-Akwamu
Els akyems, especialment les forces d'elit conegudes com els Abuakwas, però també els kotokus, van lluitar contra Akwamu i van sortir victoriosos. Amb la derrota d'Akwamu, Akim va aconseguir el control de la terra que Akwamu havia estat ocupant i que pertanyien a la nació gã, i el poble gã va aconseguir una major autonomia en els seus territoris històrics. Accra, que havia estat sota domini d'Akwanu, va passar sota el domini d'Akim. El cap Frimpong Manso de Kotoku i el cap Bakwante de Abuakwa compartiren el poder a Accra i la zona Adangbe. Owusu Akyem, fill d'una germana del Okyenhene (rei), es va convertir en l'administrador de la zona Adangbe. L'historiador J.K. Fynn escriu el següent: "La conquesta akyem d'Akwamu després de 1730 va ser una de les victòries més decisives en la història de la Costa d'Or. L'esdeveniment va ser descrit pels seus contemporanis com la major revolució que havia tingut lloc en aquesta part del món des que Akwamu mateix va destruir l'antic regne Gã a finals del segle xvii.
Després de la guerra els akyem abuakwas van establir les seves capitals temporals en diverses àrees antigament d'Akwamu, incloent Praso, fins que finalment es van establir a Pameng. No obstant això, va ser durant el regnat de Nana Ofori Panin que la capital d'Akim Abuakwa finalment es va traslladar a "Kyebirie" (el nom d'un barret negre utilitzat per un caçador que emprava l'àrea com els seus vedats de caça) ara coneguda com a Kyebi. La victòria va obrir el comerç entre Akim - una nació que es descriu com tenint alguns dels majors dipòsits d'or - i els europeus a la costa.

### Gènesi de l'estat Akuapem dels akyem
El Akyem Abuakwa va crear l'estat Akuapem amb més de la meitat de la part occidental del que havia estat l'estat Akwamu i incloïa les àrees Aburi, Berekuso, Abiriw, Apirede i Larte. Ofori Dua, germà del Ofori Panin, es va convertir en Omanhene de l'estat Akuapem.
Durant el regnat del gran rei guerrer (Adontehene) dels Akyems, Nana Owusu Akyem Tenten, qui també fou conegut com el "Kwae-Bibirimhene" (Rei del Bosc Dens), el grup ètnic guan i el grup ètnic dawu van apel·lar al rei per ajudar-los a conduir els Akwamus fora de la seva àrea perquè poguessin gaudir de pau.
Els akyems foren mercenaris durant el comerç transatlàntic d'esclaus i eren coneguts per ajudar els estats veïns a lluitar contra els intermediaris del comerç d'esclaus i els estats veïns en altres batalles que estaven en l'interès de l'objectiu últim dels estats akyems de romandre forts i independents. Nana Owusu Akyem Tenten (Rei de la Selva Densa) va acordar enviar el seu nebot, un soldat respectat de nom Odehyee Safori, amb un exèrcit; foren novament victoriós sobre els Akwamu en aquestes batalles i van crear els estats d'Akropong i Amanokrom. Safori va perseguir als Akwamus a través del riu Volta, on es van establir fins als nostres dies, amb la seva capital a Akwamufie.
Per 1740 el poder dins de la costa de la moderna Ghana va ser el següent: els akyem controlaven fermament la majoria de la part oriental de la zona costanera; amb el fantis, aixantis i ahantes controlant la resta.

### Després de 1740
Després de 1740 el control Akyem de la costa es va debilitar per desacords entre els estats Akyem. També a partir d'aquest temps, les àrees clau de la costa eren constantment amenaçades pels aixantis fins al 1816 quan l'Imperi Aixanti es va establir fermament a la meitat oriental del que es va convertir en la Costa d'Or a l'antic Estat Akwamu, el qual els akyems havien dominat un segle abans. Això es va deure principalment a una batalla de desgast en què els akyem van portar la pitjor part. Al final, els aixantis van heretar algunes de les terres que havien estat guanyades a Akwamu inclòs l'accés a les terres costaneres que essencialment va establir l'Imperi Aixanti com l'estat més poderós a la regió, que controlava tot el comerç de l'interior a la costa. Akim es va retirar a les seves terres històriques en el que avui dia és la Regió Oriental de Ghana. Per concloure, els akyems són més famosos dels estats akan que van existir abans de l'ascens de l'Imperi Aixanti perquè els estats Akyem van ser els més independent i els més rellevants.
J.K. Fynn escriu: "La pretensió Aixanti per la supremacia va ser violentament oposada pels principals estats akans on els reis es van negar a acceptar les pretensions i reivindicacions del que ells consideraven una dinastia intrusa. D'aquests estats akan, la resistència a la dominació política d'Akim no només era persistent, sinó també que fou la més reeixida."
El Akyem durant aquest període provisional entre 1750 i 1816 encara va seguir mostrant la seva capacitat per influir en els assumptes i actuar com a mercenaris ajudant als que estaven sent oprimits pels estats més forts. Això va ser demostrat en l'ajuda a Ada, que estava sent oprimida pel Anlo, al que van derrotar en la batalla de Nonombe al voltant de 1752.
La relació Ashanti-Akim després de 1816 va continuar creixent en un respecte mutu que encara existeix modernament. Una dita comú entre els akans és "Nko ara Okyenhene na Osantehene ne no di nsawoso", el que significa literalment: "El Rei dels Ashanti no tracta a ningú més que al Rei d'Akim en termes familiars". Això es deu al fet que Akim era fort i relativament independent durant el zenit de l'imperi Aixanti en comparació amb els veïns.

## Després de 1816
Després de 1816 Akim va gaudir de relativa pau en la seva ubicació actual i tot el que es va convertir en un domini britànic a principis del segle xx.

### Era Nana Dokua
L'era Nana Dokua era conegut com una era de pau i prosperitat a causa de la seva forma de resoldre els problemes. La història explica que durant el regnat de la famosa Nana Dokua (Abirie), ja que ambdós okyehene (rei) i ohemaa (reina mare), una disputa va sorgir entre ella i el Kotokuhene en aquest moment. Com a resultat d'això, es va ordenar a part de la Amantomiensa (soldats del tamboret tradicional), al Asiakwahene (rei de l'àrea d'Asiakwa d'Akim) i al Begorohene (rei de l'àrea Begoro d'Akim) eliminar el Kotoku de Gyadam. Aquesta guerra, coneguda com la "Guerra Gyadam", va obligar el Kotoku a abandonar Gyadam. El Kwabenghene els va permetre un passatge segur i no es va disparar un tret quan van passar per Kwabeng. El Kotokuhene va rebre terres del llavors cap de Wankyi, Barimah Awire i del Oseawuohene (cap d'Oseawuo) a l'àrea de Akyem Abuakwa per situar-se en el que ara es coneix com a Oda, la capital de l'estat Akyem Kotoku.
Durant el regnat de Nana Dokua, una secció dels Juabens d'Aixanti es va rebel·lar contra el tamboret d'or de Aixanti. Els rebels, encapçalats pel seu cap, Nana Kwaku Boateng, es van veure obligats a abandonar Juaben a Aixanti cap al sud. Van trobar assentament a Kyebi, Kwabeng, Tafo, Asamankese i altres parts del Akyem Abuakwa. Més tard, quan els problemes amb Juaben es van calmar, alguns d'ells van tornar a Aixanti, però van retornar de nou. En la tercera ocasió es va complir un acord de negociació en el seu nom i amb el consentiment tant del Kukurantumihene (l'Adontehee de Akyem Abuakwa), Nana Kwaku Abrante i l'Okyehene Nana Dokua, els Juabens van obtenir terra. Es van assentar en ella, sota la direcció del seu cap, Nana Kwaku Boateng, anomenant a la zona com Nova Juaben, amb Koforidua com la seva capital. Es va acordar pagar una quota anual a Akim i aquesta pràctica va continuar fins que el Dr. Kwame Nkrumah la va abolir després de la independència.

## Persones Akyem d'avui dia
Tant abans com després del període colonial, Akim va estat molt involucrat en la ideologia intel·lectual i panafricà que va fer Ghana única entre totes les colònies. Diverses de les elits polítiques i educades eren d'ascendència akyem. Aquesta influència continua avui a la Ghana moderna. Els akyems s'han assimilat sota la identitat comuna de Ghana on l'etnicitat no té un paper com ho fa en altres països.

## Reis (Okyenhene) d'Akyem Abuakwa
- 1362 - 1390 Atta Appeanin Kwaframoa Woyiawonyi
- 1390 - 1410 Kuntunkununku I
- 1410 - 1495 Damram Katakyie
- 1495 - 1505 Pobi Asomaning
- 1505 - 1520 Oduro Apenteng
- 1520 - 1550 Boakye Panin I
- 1550 - 1560 Boakye Nhyira II
- 1560 - 1580 Agyekum Adu Ware I
- 1580 - 1582 Boakye Mensah III
- 1582 - 1600 Agyekum Adu Ware II
- 1600 - 1610 Agyekum Adu Ware III
- 1610 - 1630 Animkwatia
- 1630 - 1645 Bra Kwante
- 1645 - 1727 Ofori Panin I
- 1727 - 1742 Agyeman Bra Kwante (Owusu Akyem "Tenten")
- 1742 - 1765 Pobi Asomaning II
- 1765 - 1784 Obirikorang Aboree (una altra versió diu que va regnar del 1772 al 1781 i del 1783 al 1790)
- 1765 - Owusu Akyem (Ohenkoko, el rei Roig)
- 1784 - 1798 Twum Ampofo I (una altra versió diu que va governar de 1765 al 1772, el 1783 i del 1790 al 1801)
- 1798 - 1807 Saforo Apraku (Nana Saforo Apraku)
- 1807 - 1811 Atta Wusu Yiakosan (Nana Atta Wusu Yiakosan)
- 1811 Asare Bediako (Nana Asare Bediako Kwadwo Kuma)
- 1811 - 1816 Kofi Asante (Nana Kofi Asante "Bayinyiye")
- 1816 - 1817 Twum Ampofo II (Nana Twum Ampofo II)
- 1817 - 1835 Nana Afia Dokua (Reina), regent
- 1835 - 1859 Atta Panin (Nana Ofori Atta Panyin)
- 1859 - 1866 Atta Buom (Nana Atta Obuom)
- 1866 - 1888 Nana Amoako Atta I (Kwasi Panin) (a l'exili a Lagos 1880-1885)
- 1888 - 1911 Nana Amoako Atta II (Kwasi Kuma)
- 1911 - 1912 Nana Amoako Atta III (Kwaku Sereku)
- 1912 - 1943 Nana Ofori Atta (Kwadwo Dua) (des de 1927 Sir)
- 1943 - 1973 Nana Ofori Atta II (Kofi Poku)
  - 1958 - 1959 Nana Kwabena Kena, regent
  - 1959 - 1966 Nana Amoako Atta IV
- 1973 - 1976 Nana Ofori Atta III (Kwabena Marfo)
- 1976 - 1999 Kuntunkununku II (Kwadwo Fredua)
  - 1999 Osabarima Kena Ampaw, regent
- 1999 - Nana Amoatia Ofori Panin II

### Cronologia d'Akyem Abuakwa
- 1362 Atta Appeanin Kwaframoa Woyiawonyi estableix el regne
- 1400 Kuntunkununku I consolida el territori del regne format pel seu antecessor
- Segle XV Sota la direcció de Damram Katakyie els asones (Asona era el clan principal dels akyem) es traslladen a Akrokyere
- 1500 Fundació d'Asakyiri; es permet als asones els matrimonis amb altres pobles
- 1510 Oduro Apenteng trasllada els asones de Akrokyere a Gyamibiso i Kokobiante
- 1520 - 1550 Sota Boakye Panin I el domini territorial s'eixample; Boakye és conegut com un rei conqueridor
- 1550 - 1560 el regne combat a emigrats que entraven al seu territori
- 1560 El regne adopta símbols com una espasa corbada o un parasol daurat
- 1590 Els kente s'estableixen a Sodua i porten prosperitat a l'estat
- 1600 La prosperitat i el bon govern no s'aturen
- 1620 Els comerciants i teixidors kente fugen del país
- 1640 La prosperitat retorna al país
- 1717 Els akyems lluiten contres els aixantis a Koromante, morint el rei aixanti Osei Tutu a la riba del Pra. El tron d'Akim agafa el nom del rei Ofori Panin.
- 1723-1730 El rei akyem envia al seu nebot Safori a la batalla contra els Akwamus als que acaba derrotant
- 1740 El regna està aliat a Dahomey
- 1770 En aquests anys la pedra d'or i trituradora va ser portada com a tresor de l'estat
- 1790 Aliança dels akyem amb el regne d'Ada contra el regne d'Anlo
- 1800 Aliança amb els aixantis contra els fantis
- 1808 Conquesta del fort holandès de Ieysamheid a Apam, i del fort britànic de Tantam Kwen.
- 1812 Yeboakua (germana de la futura reina Dokua) és donada en matrimnoni al asantehene Osei Bonsu
- 1816 Una neboda el rei Twum Ampofo II es casa amb el cap d'Assin Nyankomsi, enviat a recuperar el santuari de Bona (cosa que aconseguir)
- 1817 L'única dona que va arribar al tron en els regnes akans, Dokua, és proclamda. Va institucionalitzar l'Amantuomiensa i va dirigir les forces d'Akim que van derrotar els aixantis en la batalla de Katamanso, en la que l'Asantehene va abandonar el tamboret d'or i va fugir.
- 1850 El poble dwaben es refugia amb els akyem
- 1860 El rei demana a les autoritats colonials autorització per utilitzar els ingressos fiscals per alimentar i vestir els nens de l'escola de Kyebi
- 1866-1888 Conflicte amb britànics i cristians
- 1890 S'estableix la pau entre els seguidors de la religió tradicional i els cristians.
- 1911 La meitat de les 40.640 tones de coco exportades a Europa per la colònia de la Costa d'Or procedeixen d'Akim
- 1912 El rei Amoako Atta III és deposat pels britànics acusat de beure excessivament i d'extravagància.
- 1927 Nana Sir Ofori Atta és el primer rei del sud del Sàhara que és nomenat cavaller per la reina d'Anglaterra i és considerat el fundador del modern Akyem Abuakwa.
- 1940 Nana Sir Ofori Atta compra un avió per ajudar els britànics en la guerra contra Alemanya, i a més els va fer una donació de quatre mil lliures.
- 1953 Ofori Atta II aconsegueix (després d'enviar emissaris i telegrames) el retorn de la reialesa Kyebi Adanse a Adansi; va exercir com a tresorer i president del Consell Conjunt Provincial de Caps.
- 1976 El rei Kuntunkununku II és proclamat i serà cap de la National House of Chiefs

## Reis (bosumehene) d'Akyem Bosume
- vers 1818 Nana Koragye Ampaw
- 1830? Nana Ntow I
- 1831? Bosompem Ntow II
- vers 1850-1960 No consta
- 1960 - 1998 Nana Oware Agyekum II
- 1999? - Nana Oware Agyekum III

## Reis (kotukuhene) d'Akyem Kotoku
- .... - .... Nana Yaw Awere
- .... - .... Nana Boadi Akim
- .... - .... Nana Akrofi Brempong
- .... - .... Nana Nananom Owusu Bore
- .... - .... Nana Gyamera Adu
- .... - .... Nana Aseidu Apenteng I
- 1717 - 1733? Nana Ofosuhene Apenteng II
- vers 1733 Nana Frempong Manso I
- .... - .... Nana Ampim
- .... - .... Nana Karikari Apaw
- 18.. - 1824 Nana Kwadwo Kuma
- 1824 - 1825 Nana Afrifa Akwada
- 1825 - 1867 Nana Agyeman
- 1867 - 1927 Nana Attafua II
- 1927 - 1941 Nana Attafua II
- 1941 - 1948 Nana Frempong Manso II
- 1948 - 1960? Nana Frempong Manso III
- 1960 - 1975 Nana Attafua III
- 1975 - 1998 Okofrobour Agyeman Attafua
- 1999 - Oseadeeyo Frempong Manso IV